# John Prine (album)
Albums de John Prine
Diamonds in the Rough
(1972)
John Prine est le premier album de John Prine, sorti en 1971.

## L'album
Il atteint la 154e position du Billboard 200. Classé à la 458e place des 500 plus grands albums de tous les temps selon Rolling Stone (2003), il fait partie des 1001 albums qu'il faut avoir écoutés dans sa vie.
En 2015, il a reçu le Grammy Hall of Fame Award.

### Titres
Tous les titres sont de John Prine.

#### Face A
1. Illegal Smile (3:10)
2. Spanish Pipedream (2:37)
3. Hello in There (4:29)
4. Sam Stone (4:14)
5. Paradise (3:10)
6. Pretty Good (3:36)

#### Face B
1. Your Flag Decal Won't Get You Into Heaven Anymore (2:51)
2. Far from Me (3:38)
3. Angel from Montgomery" (3:43)
4. Quiet Man (2:50)
5. Donald and Lydia (4:27)
6. Six O'Clock News (2:49)
7. Flashback Blues (2:33)

### Musiciens
- John Prine : voix, guitare acoustique
- Reggie Young : guitare électrique
- Leo LeBlanc : pedal steel guitar
- John Christopher : guitare rythmique
- Bobby Emmons : orgue
- Bobby Wood : piano
- Mike Leach : basse
- Gene Chrisman : batterie
- Heywood Bishop (crédité sous le nom Bishop Heywood) : percussions, batterie
- Steve Goodman : voix, guitare acoustique sur Paradise et Flashback Blues
- Dave Prine : fiddle sur Paradise
- Noel Gilbert : fiddle sur Flashback Blues
- Neil Rosengarden : basse sur Paradise
- Mike Leach : basse sur Flashback Blues
- Gene Chrisman : tambourin